# 71. ročník udílení Zlatých glóbů
71. ročník udílení Zlatých glóbů se konal 12. ledna 2014 v hotelu Beverly Hilton v Beverly Hills, Los Angeles. Galavečer již podruhé moderovala dvojice komediálních hereček Tina Fey a Amy Poehlerová. Hollywoodská asociace zahraničních novinářů vyhlásila nominace 12. prosince 2012. Miss Golden Globe se stala dcera Kevina Bacona a Kyry Sedgwick, herečka Sosie Bacon. Cenu Cecila B. DeMilla za celoživotní přínos filmovému průmyslu získal režisér, scenárista a herec Woody Allen.

## Vítězové a nominovaní

### Film
| Nejlepší film (drama) | Nejlepší film (muzikál nebo komedie) |
| --- | --- |
| - 12 let v řetězech - Gravitace - Kapitán Phillips - Philomena - Rivalové | - Špinavý trik - Ona - V nitru Llewyna Davise - Nebraska - Vlk z Wall Street |
| Nejlepší herec (drama) | Nejlepší herečka (drama) |
| - Matthew McConaughey – Klub poslední naděje - Chiwetel Ejiofor – 12 let v řetězech - Idris Elba – Mandela: Dlouhá cesta ke svobodě - Tom Hanks – Kapitán Phillips - Robert Redford – Vše je ztraceno | - Cate Blanchett – Jasmíniny slzy - Sandra Bullock – Gravitace - Judi Dench – Philomena - Emma Thompson – Zachraňte pana Bankse - Kate Winslet – Prodloužený víkend                                                                  |
| Nejlepší herec (muzikál nebo komedie) | Nejlepší herečka (muzikál nebo komedie) |
| - Leonardo DiCaprio – Vlk z Wall Street - Christian Bale – Špinavý trik - Bruce Dern – Nebraska - Oscar Isaac – V nitru Llewyna Davise - Joaquin Phoenix – Ona | - Amy Adams – Špinavý trik - Julie Delpy – Před půlnocí - Greta Gerwig – Frances Ha - Julia Louis-Dreyfus – A dost! - Meryl Streep – Blízko od sebe                                                                                  |
| Nejlepší herec ve vedlejší roli | Nejlepší herečka ve vedlejší roli |
| - Jared Leto – Klub poslední naděje - Barkhad Abdi – Kapitán Phillips - Daniel Brühl – Rivalové - Bradley Cooper – Špinavý trik - Michael Fassbender – 12 let v řetězech | - Jennifer Lawrenceová – Špinavý trik - Sally Hawkins – Jasmíniny slzy - Lupita Nyong'o – 12 let v řetězech - Julia Roberts – Blízko od sebe - June Squibb – Nebraska                                                                |
| Nejlepší režisér | Nejlepší scénář |
| - Alfonso Cuarón – Gravitace - Paul Greengrass – Kapitán Phillips - Steve McQueen – 12 let v řetězech - Alexander Payne – Nebraska - David O. Russell – Špinavý trik | - Spike Jonze – Ona - John Ridley – 12 let v řetězech - Bob Nelson – Nebraska - Jeff Pope – Philomena - Eric Singer, David O. Russell – Špinavý trik                                                                                 |
| Nejlepší animovaný film | Nejlepší cizojazyčný film |
| - Ledové království – režie Chris Buck a Jennifer Lee - Croodsovi – režie Chris Sanders a Kirk De Micco - Já, padouch 2 – režie Pierre Coffin a Chris Renaud | - Velká nádhera; Itálie – režie Paolo Sorrentino - Hon; Dánsko – režie Thomas Vinterberg - Zvedá se vítr; Japonsko – režie Hajao Mijazaki - Minulost; Írán – režie Asghar Farhadi - Život Adele; Francie – režie Abdellatif Kechiche |
| Nejlepší hudba | |
| - Alex Ebert – Vše je ztraceno - Hans Zimmer – 12 let v řetězech - Steven Price – Gravitace - Alex Heffes – Mandela: Dlouhá cesta ke svobodě - John Williams – Zlodějka knih | |
| Nejlepší původní píseň | |
| - „Ordinary Love“ – Mandela: Dlouhá cesta ke svobodě; hudba Bono, The Edge, Adam Clayton, Larry Mullen, Jr., Brian Burton (a.k.a. U2) , text Bono - „Atlas“ – Hunger Games: Vražedná pomsta; hudba a text Chris Martin, Guy Berryman, Jonny Buckland, Will Champion (a.k.a. Coldplay) - „Please Mr. Kennedy“ – V nitru Llewyna Davise; hudba a text Ed Rush, George Cromarty, T-Bone Burnett, Justin Timberlake, Joel Coen, Ethan Coen - „Let It Go” – Ledové království; hudba a text Kristen Anderson Lopez a Robert Lopez - „Sweeter Than Fiction“ – Životní šance; hudba a text Taylor Swift a Jack Antonoff | |

### Televize
| Nejlepší seriál (drama) | Nejlepší seriál (muzikál nebo komedie) |
| --- | --- |
| - Perníkový táta - Dobrá manželka - Dům z karet - Mystérium sexu - Panství Downton | - Brooklyn 99 - Girls - Parks and Recreation - Taková moderní rodinka - Teorie velkého třesku                                                                                           |
| Nejlepší herec (drama) | Nejlepší herečka (drama) |
| - Bryan Cranston – Perníkový táta - Liev Schreiber – Ray Donovan - Michael Sheen – Mystérium sexu - Kevin Spacey – Dům z karet - James Spader – Černá listina                            | - Robin Wright – Dům z karet - Julianna Margulies – Dobrá manželka - Tatiana Maslany – Orphan Black - Taylor Schilling – Holky za mřížemi - Kerry Washington – Skandál                  |
| Nejlepší herec (muzikál nebo komedie) | Nejlepší herečka (muzikál nebo komedie) |
| - Andy Samberg – Brooklyn 99 - Jason Bateman – Arrested Development - Don Cheadle – Profesionální lháři - Michael J. Fox – The Michael J. Fox Show - Jim Parsons – Teorie velkého třesku | - Amy Poehlerová – Parks and Recreation - Zooey Deschanel – Nová holka - Lena Dunham – Girls - Edie Falco – Sestřička Jackie - Julia Louis-Dreyfus – Viceprezident(ka)                  |
| Nejlepší herec (mini-seriál nebo TV film) | Nejlepší herečka (mini-seriál nebo TV film) |
| - Michael Douglas – Liberace! - Matt Damon – Liberace! - Chiwetel Ejiofor – Dancing on the Edge - Idris Elba – Luther - Al Pacino – Phil Spector                                         | - Elisabeth Mossová – Na jezeře - Helena Bonham Carter – Burton a Taylorová - Rebecca Fergusonová – Bílá královna - Jessica Lange – American Horror Story - Helen Mirren – Phil Spector |
| Nejlepší herec ve vedlejší roli | Nejlepší herečka ve vedlejší roli |
| - Jon Voight – Ray Donovan - Josh Charles – Dobrá manželka - Rob Lowe – Liberace! - Aaron Paul – Perníkový táta - Corey Stoll – Dům z karet                                              | - Jacqueline Bisset – Dancing on the Edge - Janet McTeer – Bílá královna - Hayden Panettiere – Nashville - Monica Potter – Famílie - Sofía Vergara – Taková moderní rodinka             |
| Nejlepší miniseriál nebo TV film | |
| - Liberace! - American Horror Story - Dancing on the Edge - Na jezeře - Bílá královna | |

### Zvláštní ocenění

#### Cena Cecila B. DeMilla
- Woody Allen